# Macchietta

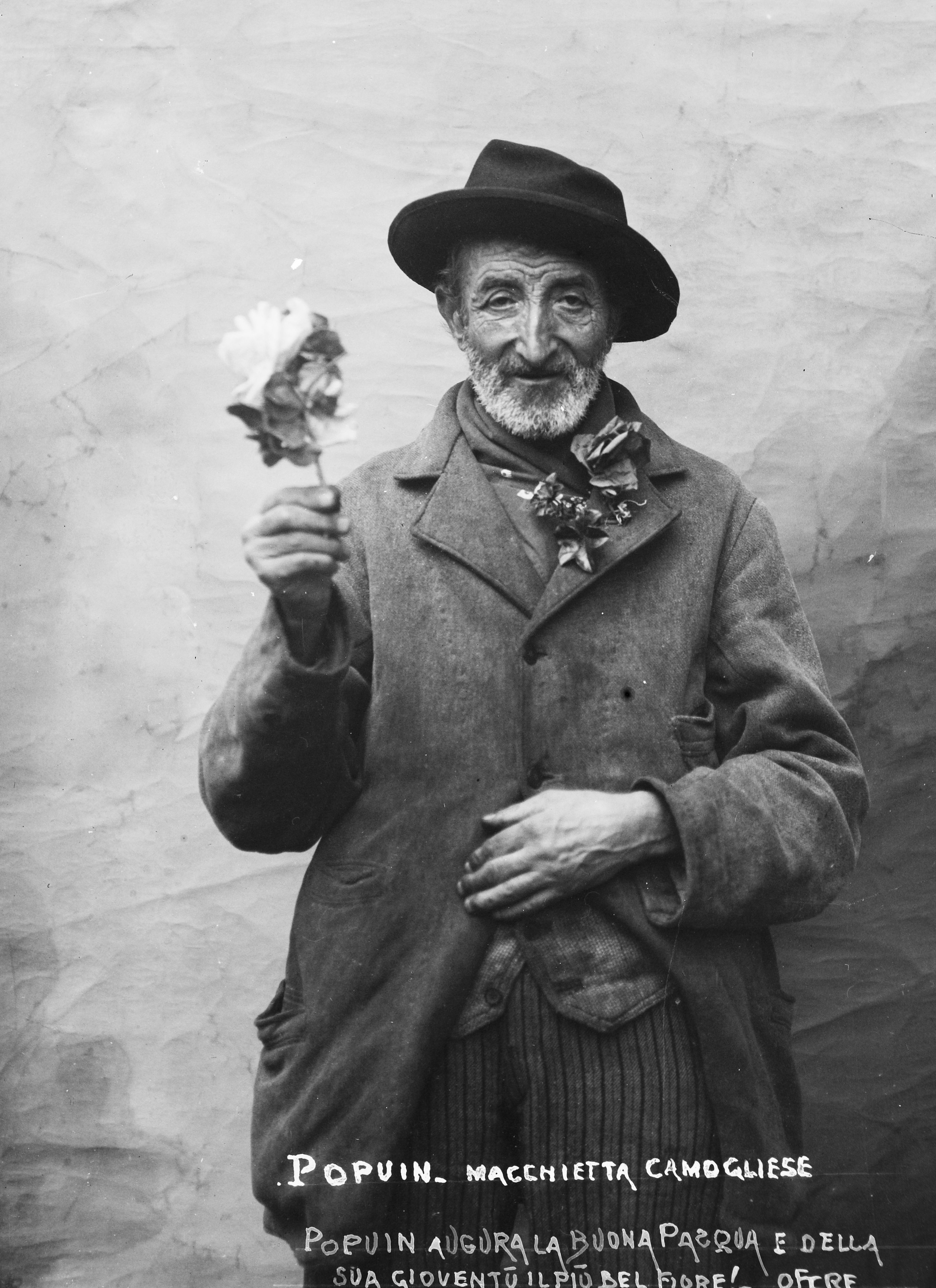
« Popuin », macchietta de Camogli de la fin du XIXe siècle. La légende affirme ironiquement : « Popuin souhaite de joyeuses Pâques et offre la plus belle fleur de sa jeunesse ! ».

Le terme italien macchietta (pl. macchiette, litt. « petite tache ») désigne un type de personnage généralement associé à la chanson ironique et burlesque. On appelle macchiettista l'interprète de ce personnage.
Dans les spectacles de variétés, au cours de la période allant de la fin du XIXe siècle et du début du XXe siècle, la macchietta est un numéro comique à mi-chemin entre le monologue et la chanson humoristique. Comme cette dernière, la macchietta avait sa propre musique qui faisait partie intégrante de la pièce, mais celle-ci était jouée en arrière-plan en accompagnement à la mimique de l'interprète : la musique devait favoriser et renforcer les effets de scène du macchiettista. Les parties chantées étant très brèves.

## Description

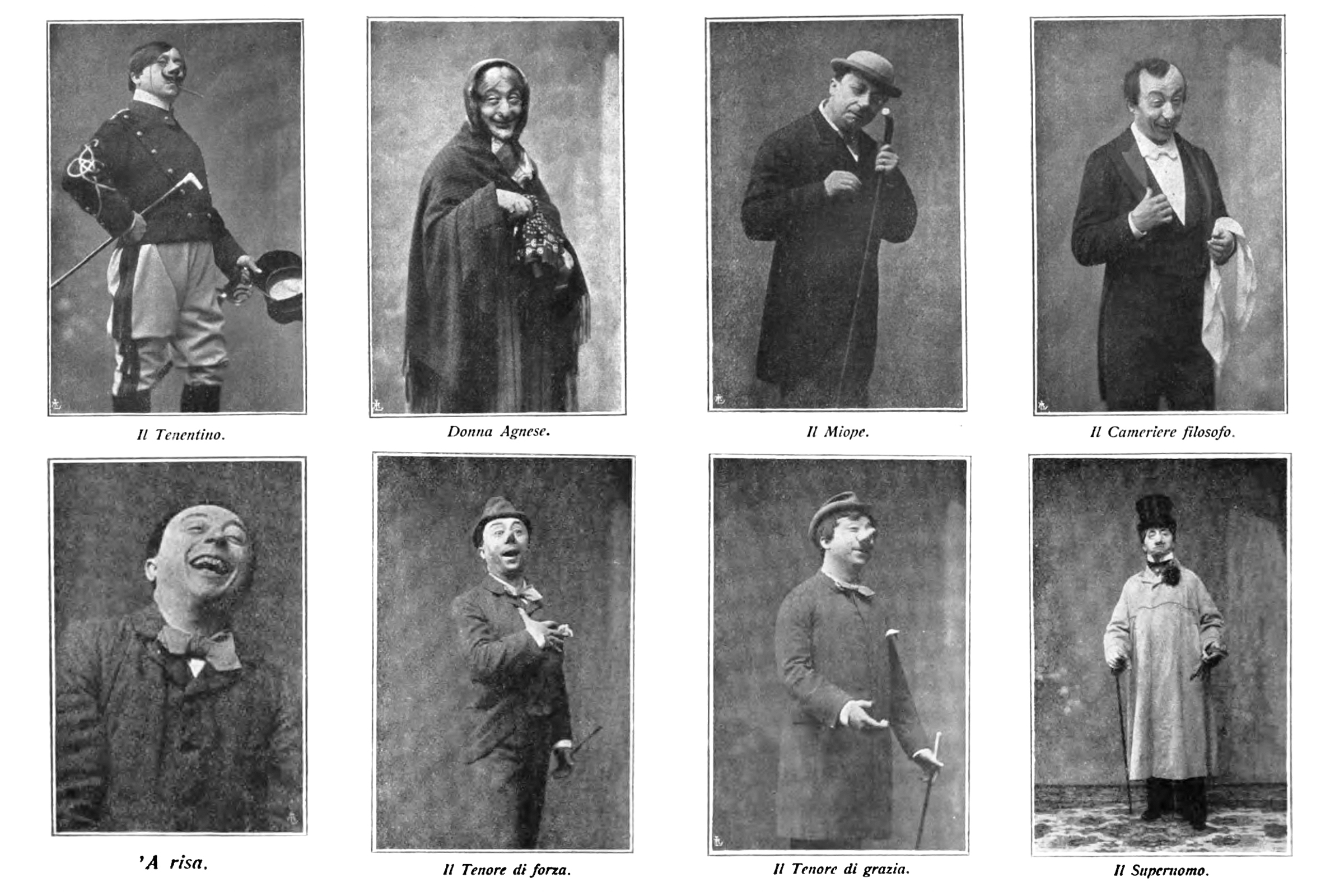
Une série de photographies de Luca Comerio dans lesquelles Nicola Maldacea joue certains de ses macchiette les plus célèbres.

Le sujet de la macchietta est un personnage type (la maîtresse, la danseuse, le député, la féministe, le prêtre, le bienfaiteur, le collecteur d'impôts, le gouape, le coureur de jupons...) présenté de manière caricaturale, exaspérant et déformant leur façon de s'exprimer, leur mode de pensée, leur habillement, leurs caractères physiques, comportementaux et psychologiques. Elle est imprégnée d'allusions souvent obscènes, de calembours, de vulgarité, mais aussi d'éléments ironiques, comiques, ouvertement ridicules, grotesques, paradoxaux.
Ayant pour objectif principal de faire rire, elle n'atteint que dans certains cas le niveau d'une satire de la coutume : le personnage type présenté dans la macchietta, analysé de manière approximative et qualitative, apparaît souvent plus comme un cas isolé que comme l'expression de la société de l'époque. Malgré ces limites, la macchietta a souvent réussi à mettre en évidence l'hypocrisie de la respectabilité, du conformisme bigot et de l'opportunisme moral.
Les exemples classiques de macchietta peuvent être Ciccio Formaggio (joué par Nino Taranto), Gastone (par Ettore Petrolini) ou les personnages décrits par des auteurs et interprètes tels qu'Armando Gill, Ernesto Murolo ou Aldo Fabrizi.

## L'interprétation de lamacchietta
Pour réussir, un personnage doit présenter trois « visages » différents :
1. son apparence
2. Ce qu'il est en réalité
3. Ce qu'il deviendra (au cours de l'histoire).

Le macchietta, quant à lui, n'a généralement qu'un seul visage, il est tel qu'il apparaît. Il s'agit donc d'un personnage plat, qui n'est pas approfondi sur le plan psychologique.

### Crédits de traduction
- (it) Cet article est partiellement ou en totalité issu de l’article de Wikipédia en italien intitulé « Macchietta » (voir la liste des auteurs).